# Nolan Thiessen
Nolan Thiessen (Pilot Mound, 6 de noviembre de 1980) es un deportista canadiense que compitió en curling. Ganó dos medallas en el Campeonato Mundial de Curling, en los años 2010 y 2015.

## Palmarés internacional
| Campeonato Mundial | Campeonato Mundial         | Campeonato Mundial | Campeonato Mundial |
| Año                | Lugar                      | Medalla            | Prueba             |
| ------------------ | -------------------------- | ------------------ | ------------------ |
| 2010               | Cortina d'Ampezzo (Italia) | Medalla de oro     | Equipo             |
| 2015               | Halifax (Canadá)           | Medalla de bronce  | Equipo             |